# ماندي وتزل
ماندي وتزل Mandy Wötzel (ولد في 21 يوليو 1973) هي متزلجة أزواج ألمانية سابقة مثلت ألمانيا الشرقية وألمانيا لاحقا في المنافسات الدولية. مع شريكها إنغو ستيوير، حصلت على الميدالية البرونزية عام 1998، بطلة العالم عام 1997، بطلة عام 1995 الأوروبي، وبطلة وطنية ألمانية أربع مرات.

## حياتها الشخصية
ولدت ماندي وتزل 21 يوليو 1973 في كارل ماركس ستادت (كيمنتس)، ساكسونيا، ألمانيا الشرقية. تزوجت من أسترالي في عام 2007 وانتقلت في نفس العام إلى أستراليا.

## مهنة التزلج

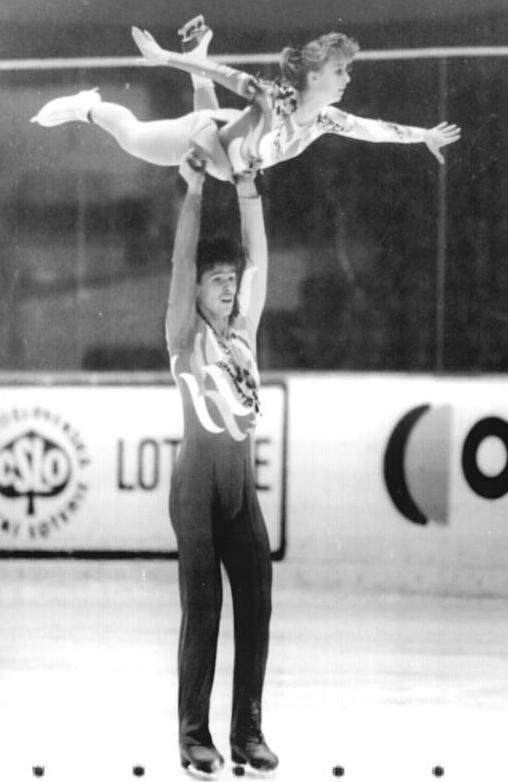
صورة الأرشيف الفيدرالي 183-1988-1106-005، ماندي ويتزل، أكسل راوشنباتش

### المهنة المبكرة
بدأت وتزل التزلج كطفلة. تزلجت لنادي سك -كارل ماركس ستادت، الذي أعيدت تسميته إلى سك تشيمنيتز بعد إعادة توحيد ألمانيا. وكان شريكها الأول أكسيل راوشنباش. فاز الزوج بالميدالية الفضية في بطولة أوروبا 1989. ضربت شفرة تزلج روسشنباخ رأس ووتزل في عام 1989 بينما كانوا يؤدون جنبا إلى جنب دوران الإبل . كانت في المستشفى لمدة ثلاثة أشهر وغابت  نصف عام من المدرسة. تنافس ووتزل وروسشنباش في دورة الألعاب الاولمبية الشتوية لعام 1992، حيث أنهيا المركز الثامن. بعد هذا الموسم، أنهى راوشنباخ شراكته للعمل في أحد البنوك.

### الشراكة مع ستيوار
إنغو ستيوير، الذي لم يكن لديه شريك خلال موسم 1991-1992، تدرب في نفس الحلبة مثل وتزل، وتحت نفس المدرب، مونيكا شيب. شيب في البداية ترددت في وضع ووتزل وستيوير معا بسبب الشكوك حول ما إذا كانت شخصياتهم ستعمل معا بشكل جيد ولكن كانت مقتنعة بعد رؤية تجريبهم. بعد أقل من عام معا، فاز ووتزل / ستيوير بالميدالية الفضية في بطولة أوروبا 1993 وبطولة العالم 1993. وقد قبل كلاهما في قسم الرياضة في الجيش الألماني، ودعم الرياضيين.
كان للوتزل وستيوير بعض الحوادث خلال حياتهم المهنية. انها اوقعته بكوعه  أثناء ممارسة رفع تطور وكسر أنفها أثناء ممارسة رفع آخر. خلال البرنامج الطويل في دورة الألعاب الاولمبية الشتوية عام 1994، تعثرت وتزل على روت وسقط على الجليد، وقطع ذقنها. حملت ستيوير لها قبالة الجليد. أجبر الزوج على الانسحاب من المنافسة وكان على ووتزل أن يكون له غرز. وتزحلقوا في بطولة العالم 1994 بعد شهر، وانتهوا في المركز الرابع. في لمسة روح الدعابة، بعد البرنامج، حمل ستيوتر وتزل قبالة الجليد تماما كما كان في دورة الألعاب الاولمبية.
 فاز ووتزل / ستيوير ببطولة أوروبا عام 1995 وبطولة العالم لعام 1997 في لوزان بسويسرا. خضع ستيوير لعملية جراحية في الركبة الخامسة أو السادسة في منتصف عام 1997. وفي 8 ديسمبر / كانون الأول 1997، أصابت النافذة الجانبية لسيارة مرور ذراع ستيوير، مما أدى إلى تمزيق الأربطة في كتفه الأيمن. ألالم وصل في عنقه ووجهه وتسبب في الصداع لكنه واصل التزحلق. فاز ووتزل / ستيوير بالميدالية الفضية في نهائي بطولة الأبطال، الذي عقد في الفترة من 19 إلى 20 ديسمبر 1997 في ميونيخ بألمانيا. عندما امسكها  خلال تطور الثلاثي في البرنامج الطويل، شعر ستيور بألم حاد يمتد إلى رأسه. بقوا على الجليد خلال الأسابيع الثلاثة التالية. ووتزل / ستيور غاب عن بطولة أوروبا 1998 نتيجة لذلك لكنه عاد في الوقت المناسب لدورة الألعاب الاولمبية الشتوية لعام 1998 في ناغانو، اليابان، حيث فاز بالميدالية البرونزية. ثم تقاعدوا من المنافسة وتزلجوا في العروض والمناسبات المهنية. 
في مقابلة عام 2006، قال ووتزل أن شراكتهما كانت «جحيما» وشعرت بعدم الراحة على مرأى من ستيوير.

### المهنة اللاحقة
في خريف عام 2006، شاركت وتزل في برنامج تلفزيوني الرقص على الجليد على القناة الألمانية RTL، وشاركت مع الملاكم سفين أوتك.
ووتزل تعمل مدربا للتزلج في أستراليا. بدأت التدريس في حلبة الجليد الأولمبية في أوكليه، ملبورن في عام 2008.

## البرامج

### مع ستيوير
| Season    | Short program                     | Free skating                                                                     | Exhibition                                                               |
| --------- | --------------------------------- | -------------------------------------------------------------------------------- | ------------------------------------------------------------------------ |
| 1997–1998 | - No Holly For Miss Quinn Enya    | - Wings of Hope by Danny Wright - In Memory from Moods of Indigo Danny Wright    |                                                                          |
| 1996–1997 | - A Question of You by Prince     | - Wings of Hope by Danny Wright - In Memory from Moods of Indigo by Danny Wright | - Who Wants to Live Forever performed by Dune - Think by Aretha Franklin |
| 1995–1996 |                                   | - Rolling Stones medley performed by Munich Philharmonic Orchestra               |                                                                          |
| 1994–1995 | - No Holly For Miss Quinn by Enya | - Island by Art of Noise                                                         |                                                                          |
| 1993–1994 |                                   | - Basic Instinct                                                                 | - In Your Room by Depeche Mode                                           |
| 1992–1993 | - On The Road from Rain Man       | - The NeverEnding Story by Giorgio Moroder                                       | - Black Machine                                                          |

| الاحتراف |
| --- |
| - Out Of Africa - Masquerade by Vanessa-Mae - Last Dance by Donna Summer - In Memory by Danny Wright - Revolution by Jean Michel Jarre |

### مع روسشنباخ
| Season    | Short program | Free skating                           |
| --------- | ------------- | -------------------------------------- |
| 1991–1992 |               | - Danse macabre by Camille Saint-Saëns |

## النتائج

### مع إنغو ستيوير
GP: Champions Series (Grand Prix)
| International      | International | International | International | International | International | International |
| Event              | 92–93         | 93–94         | 94–95         | 95–96         | 96–97         | 97–98         |
| ------------------ | ------------- | ------------- | ------------- | ------------- | ------------- | ------------- |
| Winter Olympics    | WD            | 3rd           |               |               |               |               |
| World Champ.       | 2nd           | 4th           | 5th           | 2nd           | 1st           |               |
| European Champ.    | 2nd           | 5th           | 1st           | 2nd           | 2nd           |               |
| GP Final           | 3rd           | 1st           | 2nd           |               |               |               |
| GP Cup of Russia   | 1st           |               |               |               |               |               |
| GP Nations Cup     | 2nd           | 1st           | 1st           |               |               |               |
| GP NHK Trophy      | 2nd           |               |               |               |               |               |
| GP Skate Canada    | 1st           |               |               |               |               |               |
| GP Trophée Lalique | 2nd           |               |               |               |               |               |
| Nations Cup        | 1st           | 2nd           | 1st           |               |               |               |
| NHK Trophy         | 3rd           |               |               |               |               |               |
| Piruetten          | 1st           |               |               |               |               |               |
| Skate Canada       | 1st           |               |               |               |               |               |
| Trophée de France  | 3rd           |               |               |               |               |               |
| National           |               |               |               |               |               |               |
| German Champ.      | 1st           | 1st           | 1st           | 1st           |               |               |
| WD = Withdrew      |               |               |               |               |               |               |

### مع أكسيل روسشنباش
| International          | International | International | International | International | International |
| Event                  | 87–88         | 88–89         | 89–90         | 90–91         | 91–92         |
| ---------------------- | ------------- | ------------- | ------------- | ------------- | ------------- |
| Winter Olympics        | 8th           |               |               |               |               |
| World Championships    | 8th           | 7th           |               |               |               |
| European Championships | 5th           | 2nd           | 5th           | 6th           |               |
| Skate America          | 3rd           |               |               |               |               |
| Trophée de France      | 2nd           | 1st           |               |               |               |
| National               |               |               |               |               |               |
| German Championships   | 1st           | 2nd           |               |               |               |
| East German Champ.     | 2nd           | 1st           | 1st           |               |               |

## روابط خارجية
- ماندي وتزل على موقع أوليمبيديا (الإنجليزية)